# Puchar Zdobywców Pucharów (1980/1981)
XXI Puchar Europy Zdobywców Pucharów 1980/1981

(ang. European Cup Winners’ Cup)

## 1/32 finału
| Celtic F.C. – Diósgyőri VTK 6:0 i 1:2 1 20.08 1980 1:0 McGarvey 52, 2:0 McCluskey 60, 3:0 Szanto 65s, 4:0 McGarvey 70, 5:0 Sullivan 71, 6:0 McCluskey 79 2 03.09 1980 0:1 Görgei 24, 1:1 Nicholas 28, 1:2 Görgei 64 |
| Altay SK – SL Benfica 0:0 i 0:4 1 20.08 1980 2 03.09 1980 0:1 Chalana 22, 0:2 Humberto 34, 0:3 Nene 65, 0:4 Cesar 71                                                                                                |

## 1/16 finału
| Newport County – Crusaders F.C. 4:0 i 0:0 1 17.09 1980 1:0 Gwyther 5, 2:0 Moore 7, 3:0 Aldridge 66, 4:0 Burton 68 2 01.10 1980 |
| Spora Luksemburg – Sparta Praga 0:6 i 0:6 1 16.09 1980 0:1 Berger 34, 0:2 Berger 44, 0:3 Kotek 61, 0:4 Chaloupka 69, 0:5 Baumert 72s, 0:6 Chaloupka 83 2 01.10 1980 0:1 Pospisil 25, 0:2 Siany 42, 0:3 Jarolim 49, 0:4 Berger 54, 0:5 Horváth 68, 0:6 Jarolim 80 |
| Sławia Sofia – Legia Warszawa 3:1 i 0:1 1 16.09 1980 0:1 Miłoszewicz 38, 1:1 Cwetkow 55k, 2:1 Weliczkow 73, 3:1 Weliczkow 86 2 01.10 1980 0:1 Okoński 50k |
| Real Madryt Castilla – West Ham United3:1 i 1:5 (dog) 1 17.09 1980 0:1 Cross 17, 1:1 Paco 64, 2:1 Balin 71, 3:1 Cidon 76 2 01.10 1980 0:1 Pike 19, 0:2 Cross 30, 0:3 Goddard 39, 1:3 Berrial 56, 1:4 Cross 102, 1:5 Cross 120                                    |
| Celtic F.C. – Politehnica Timișoara 2:1 i 0:1 1 17.09 1980 1:0 Nicholas 18, 2:0 Nicholas 40, 2:1 Adrian 77 2 01.10 1980 0:1 Paltinisan 81 |
| Dinamo Zagrzeb – SL Benfica 0:0 i 0:2 1 17.09 1980 2 01.10 1980 0:1 Nene 17, 0:2 Cesar 57 |
| Fortuna Düsseldorf – Austria Salzburg 5:0 i 3:0 1 17.09 1980 1:0 Können 28, 2:0 Wenzel 43, 3:0 Können 62, 4:0 K.Allofs 78, 5:0 Dusend 90 2 01.10 1980 1:0 Th.Allofs 43, 2:0 Dusend 70, 3:0 Dusend 89                                                             |
| Hibernians FC – Waterford 1:0 i 0:4 1 17.09 1980 1:0 P.Xuereb 62 2 01.10 1980 0:1 Kirk 32, 0:2 Finucane 40, 0:3 Fitzpatrick 42, 0:4 Kirk 80 |
| Tampereen Ilves – Feyenoord 1:3 i 2:4 1 17.09 1980 1:0 Uimonen 9, 1:1 Notten 37k, 1:2 van Deinsen 52, 1:3 Troost 90 2 01.10 1980 0:1 Vermeulen 27, 1:1 Prinen 44k, 1:2 Nielsen 55, 1:3 Troost 70, 1:4 Notten 80, 2:4 Wacklin 88                                  |
| Hvidovre IF – Knattspyrnufélagið Fram 1:0 i 2:0 1 17.09 1980 1:0 S.Hansen 71k 2 28.09 1980 1:0 Ambrose 10, 2:0 S.Hansen 50 |
| AGS Kastoria – Dinamo Tbilisi 0:0 i 0:2 1 17.09 1980 2 01.10 1980 0:1 Szengelia 32, 0:2 Gucaewi 80 |
| Malmö FF – Partizani Tirana 1:0 i 0:0 1 17.09 1980 1:0 McKinnon 63 2 01.10 1980 |
| Omonia Nikozja – Waterschei Thor Genk 1:3 i 0:4 1 17.09 1980 0:1 van Poucke 17, 1:1 Kanaris 48, 1:2 R.Janssen 66, 1:3 Meds 82 2 01.10 1980 0:1 R.Janssen 17, 0:2 Plessers 65k, 0:3 van Poucke 70, 0:4 van Poucke 80                                              |
| AS Roma – FC Carl Zeiss Jena 3:0 i 0:4 1 17.09 1980 1:0 Pruzzo 5, 2:0 Ancelotti 23, 3:0 Falcão 72 2 01.10 1980 0:1 Krause 26, 0:2 Lindemann 38, 0:3 Bielau 71, 0:4 Bielau 87                                                                                     |
| FC Sion – SK Haugar 1:1 i 0:2 1 17.09 1980 0:1 Osborne 42, 1:1 Brigger 64 2 01.10 1980 0:1 Nilsen 40, 0:2 Christoffersen 47k |
| Valencia CF – AS Monaco 2:0 i 3:3 1 17.09 1980 1:0 Kempes 61, 2:0 Morena 89k 2 01.10 1980 0:1 Petit 7, 0:2 Barberis 21, 1:2 Morena 35, 1:3 Petit 50, 2:3 Kempes 74, 3:3 Felman 77                                                                                |

## 1/8 finału
| FC Carl Zeiss Jena – Valencia CF 3:1 i 0:1 1 22.10 1980 1:0 Sengewald 2, 2:0 Schnuphase 10k, 3:0 Trocha 31, 3:1 Morena 80 2 05.11 1980 0:1 Botubot 61     |
| Malmö FF – SL Benfica 1:0 i 0:2 1 22.10 1980 1:0 M.Andersson 50 2 05.11 1980 0:1 Nene 57k, 0:2 Nene 62k                                                   |
| Waterschei Thor Genk – Fortuna Düsseldorf 0:0 i 0:1 1 22.10 1980 2 05.11 1980 0:1 Bansemer 5                                                              |
| Hvidovre IF – Feyenoord 1:2 i 0:1 1 22.10 1980 1:0 Manniche 1, 1:1 Wijnstekers 32, 1:2 Bouwens 52 2 05.11 1980 0:1 Nielsen 36                             |
| Sparta Praga – Sławia Sofia 2:0 i 0:3 1 22.10 1980 1:0 Vdovjak 14, 2:0 Vdovjak 45 2 05.11 1980 0:1 Weliczkow 38, 0:2 Żelazkow 41, 0:3 Cwetkow 45          |
| Waterford – Dinamo Tbilisi 0:1 i 0:4 1 22.10 1980 0:1 Szengelia 50 2 05.11 1980 0:1 Daraselia 66, 0:2 Cziwadze 74, 0:3 Daraselia 79, 0:4 Cziłaja 87       |
| SK Haugar – Newport County 0:0 i 0:6 1 22.10 1980 2 05.11 1980 0:1 Gwyther 12, 0:2 Lowndes 44, 0:3 Aldridge 56, 0:4 Tynan 60, 0:5 Moore 70, 0:6 Tynan 78  |
| West Ham United – Politehnica Timișoara 4:0 i 0:1 1 22.10 1980 1:0 Bonds 25, 2:0 Goddard 27, 3:0 Stewart 30k, 4:0 Cross 83 2 05.11 1980 0:1 Paltinisan 57 |

## 1/4 finału
| West Ham United – Dinamo Tbilisi 1:4 i 1:0 1 04.03 1981 0:1 Cziwadze 24, 0:2 Gucaewi 31, 0:3 Szengelia 55, 1:3 Cross 64, 1:4 Szengelia 67 2 18.03 1981 1:0 Pearson 87                                            |
| FC Carl Zeiss Jena – Newport County 2:2 i 1:0 1 04.03 1981 1:0 Raab 23, 1:1 Tynan 40, 2:1 Raab 85, 2:2 Tynan 90 2 18.03 1981 1:0 Kurbjuweit 27                                                                   |
| Sławia Sofia – Feyenoord 3:2 i 0:4 1 04.03 1981 1:0 Cwetkow 8k, 1:1 Nielsen 20, 2:1 Cwetkow 64, 3:1 Iliew 68, 3:2 Vermeulen 79k 2 18.03 1981 0:1 Notten 19, 0:2 van Deinsen 47, 0:3 Vermeulen 77, 0:4 Bouwens 85 |
| Fortuna Düsseldorf – SL Benfica 2:2 i 0:1 1 04.03 1981 1:0 Wenzel 3, 1:1 Carlos Manuel 37, 2:1 Dusend 39, 2:2 Humberto 76 2 18.03 1981 0:1 Chalana 87                                                            |

## 1/2 finału
| FC Carl Zeiss Jena – SL Benfica 2:0 i 0:1 1 08.04 1981 1:0 Bielau 8, 2:0 Raab 20 2 22.04 1981 0:1 Reinaldo 59                                          |
| Dinamo Tbilisi – Feyenoord 3:0 i 0:2 1 08.04 1981 1:0 Sulakwelidze 23, 2:0 Gucaewi 30, 3:0 Sulakwelidze 52 2 22.04 1981 0:1 Bouwens 43, 0:2 Notten 56k |

## Finał
| 13 maja 1981 Düsseldorf Rheinstadion (9000) Dinamo Tbilisi – FC Carl Zeiss Jena 2:1 (0:0) Sędzia: Riccardo Lattanzi (Włochy) Bramki: 0:1 Gerhard Hoppe 63, 1:1 Wladimer Gucaewi 67, 2:1 Witali Daraselia 87 Dinamo Tbilisi (trener Nodar Achałkaczi): Otar Gabelia – Nodar Chizaniszwili, Georgi Tawadze, Aleksandre Cziwadze, Tamaz Kostawa – Zaur Swanadze (67 Nugsar Kakiłaszwili), Witali Daraselia, Tengiz Sulakwelidze – Wladimer Gucaewi, Dawit Kipiani (kapitan), Ramaz Szengelia Fußball-Club Carl Zeiss Jena (trener Hans Meyer): Hans-Ulrich Grapenthin – Rüdiger Schnuphase, Gerd Brauer, Lothar Kurbjuweit (kapitan), Wolfgang Schilling – Gerhard Hoppe (89 Ulrich Oevermann), Andreas Krause, Lutz Lindemann – Andreas Bielau (74 Thomas Töpfer), Jürgen Raab, Eberhard Vogel |